# Devi Shetty

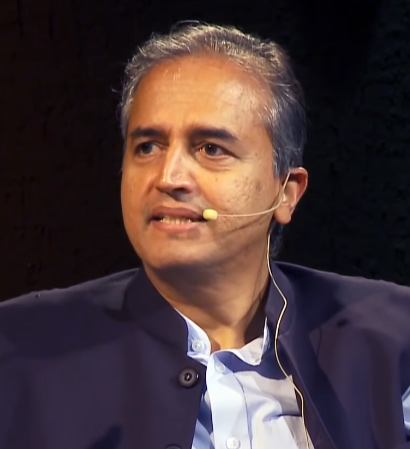
Devi Shetty (2014)

Devi Prasad Shetty (* 8. Mai 1953) ist ein indischer Herzchirurg und Unternehmer. Er ist der Vorsitzende und Gründer von Narayana Health, einer Kette von 21 medizinischen Zentren in Indien. Er hat mehr als 15.000 Herzoperationen durchgeführt. 2004 erhielt er den Padma Shri, die vierthöchste zivile Auszeichnung, gefolgt vom Padma Bhushan im Jahr 2012, der dritthöchsten zivilen Auszeichnung der indischen Regierung für seinen Beitrag zur erschwinglichen Gesundheitsversorgung.

## Leben
Shetty wurde in einem Dorf im Distrikt Dakshina Kannada, Karnataka, Indien geboren. Als achtes von neun Kindern entschied er sich als Schüler, Herzchirurg zu werden, nachdem er von Christiaan Barnard gehört hatte, einem südafrikanischen Chirurgen, der damals die weltweit erste Herztransplantation durchgeführt hatte.
Er wurde an der St. Aloysius School und am St. Aloysius College in Mangalore erzogen. 1979 absolvierte er seinen Bachelor of Medicine, Bachelor of Surgery und die postgraduale Arbeit in Allgemeinchirurgie am Kasturba Medical College in Mangaluru. Später erlangte er die Fellowship of the Royal Colleges of Surgeons am Royal College of Surgeons of England.
1989 kehrte er nach Indien zurück und arbeitete zunächst am B. M. Birla Hospital in Kalkutta. Er führte 1992 erfolgreich die erste neonatale Herzoperation des Landes an einem 9 Tage alten Baby durch. In Kalkutta operierte er Mutter Teresa, nachdem sie einen Herzinfarkt erlitten hatte, und diente anschließend als ihr Leibarzt. Nach einiger Zeit zog er nach Bangalore und gründete die Manipal Heart Foundation in den Manipal Hospitals, Bangalore. Finanziell beteiligt am Bau des Krankenhauses war Shettys Schwiegervater.
2001 gründete Shetty Narayana Hrudayalaya (NH), ein Krankenhaus mit mehreren Spezialgebieten in Bommasandra am Stadtrand von Bangalore. Er glaubt, dass die Gesundheitskosten in den nächsten 5–10 Jahren um 50 Prozent gesenkt werden können, wenn Krankenhäuser Skaleneffekte annehmen. Neben der Herzchirurgie bietet NH unter anderem Kardiologie, Neurochirurgie, Kinderchirurgie, Hämatologie und Transplantation sowie Nephrologie an. Das Herzkrankenhaus ist das größte der Welt mit 1000 Betten und führt täglich über 30 große Herzoperationen durch. Das Land, auf dem die Kurstadt errichtet wurde, war früher ein Marschland, das zu diesem Zweck aufgeschüttet wurde. Die Gesundheitsstadt will täglich rund 15.000 ambulante Patienten versorgen. Im August 2012 gab Shetty eine Vereinbarung mit TriMedx, einer Tochtergesellschaft von Ascension Health, bekannt, ein Joint Venture für eine Krankenhauskette in Indien zu gründen. In der Vergangenheit hat Narayana Hrudayalaya mit Ascension Health zusammengearbeitet, um auf den Caymaninseln eine Gesundheitsstadt zu errichten, die schließlich 2000 Betten haben soll.
Shetty gründete auch das Rabindranath Tagore International Institute of Cardiac Sciences (RTIICS) in Kalkutta und unterzeichnete eine Absichtserklärung mit der Regierung von Karnataka über den Bau eines 5000-Betten-Spezialkrankenhauses in der Nähe des internationalen Flughafens von Bengaluru. Sein Unternehmen unterzeichnete eine Absichtserklärung mit der Regierung von Gujarat, um in Ahmedabad ein Krankenhaus mit 5000 Betten zu errichten.
Shetty spielt die Hauptrolle in der vierten (und letzten) Folge der Netflix-Dokumentation The Surgeon's Cut, die am 9. Dezember 2020 weltweit veröffentlicht wurde. In der Serie führt sein Team täglich mehr als dreißig Operationen durch.